# كارلوس إليزالدي
كارلوس إليزالدي (بالإسبانية: Carlos Elizalde)‏ هو لاعب كرة قدم مكسيكي في مركز الدفاع، ولد في 10 نوفمبر 1993 في سابوبان في المكسيك. لعب مع نادي أطلس.

## وصلات خارجية
- كارلوس إليزالدي على موقع قاعدة بيانات كرة القدم.إي يو (الإنجليزية)
- كارلوس إليزالدي على موقع Soccerway.com (الإنجليزية)
- كارلوس إليزالدي على موقع AS.com (الإسبانية)